# Anna (Texas)
Anna é uma cidade localizada no estado norte-americano deo Texas, no Condado de Collin.

## Demografia
Segundo o censo norte-americano de 2000, a sua população era de 1225 habitantes.
Em 2006, foi estimada uma população de 1792, um aumento de 567 (46.3%).

## Geografia
De acordo com o United States Census Bureau tem uma área de
4,3 km², dos quais 4,3 km² cobertos por terra e 0,0 km² cobertos por água. Anna localiza-se a aproximadamente 210 m acima do nível do mar.

## Localidades na vizinhança
O diagrama seguinte representa as localidades num raio de 16 km ao redor de Anna.